# Doosan Group
Doosan Group (în hangul: 두산그룹; hanja: 斗山그룹) este o corporație multinațională sud-coreeană de conglomerate. În 2009, corporația a fost plasată în indexul Fortune Global 500. Este compania mamă a Bobcat și Škoda Power. Doosan Group este cea mai veche companie care funcționează în Coreea de Sud și este clasată ca unul dintre cei mai mari 10 producători mondiali de echipamente grele din 2018.